# Associazione Calcio Sampierdarenese
A Associazione Calcio Sampierdarenese, conhecida também como apenas Sampierdarenese foi uma seção de futebol do clube poliesportivo Società Ginnastica Comunale Sampierdarenese da cidade de Gênova, Itália.
Fundada em 1899, acabou fechando o seu departamento de futebol após se unir com o Andrea Doria para formar a Unione Calcio Sampdoria.

## História
A sessão de futebol do clube seria fundada no dia 19 de março de 1899, sendo um dos grandes clubes do futebol italiano daquela época, que acabava de ganhar grande popularidade.
Em 1911, o clube se afilaria com a FIGC (Federação Italiana de Futebol).
Os “Lobos” como eram chamados, jogariam os próximos anos nas eliminatórias regionais da Ligúria, conseguindo um quarto lugar em 1919-20 e um quinto lugar em 1920-21.
O seu auge nacional seria em 1921-22 quando ao vencer o Spal chegaria na final do Campeonato Italiano (naquela época chamada “Prima Categoria 1921-22”) e acabaria perdendo na final para o Novese em uma final de três jogos.
O clube voltaria a se destacar em 1933-34, quando ganharia a Segunda Divisão Italiana contra o Bari, subindo para a primeira divisão.
Em 1940-41, conseguiria o bi campeonato da competição, com um novo nome, agora se chamando “Associazione Calcio Liguria”, nome que duraria até 1944.
O clube ficaria na lanterna da Divisione Nazionale 1945-46 (grupo norte) com uma grave crise econômica.[carece de fontes?] Porém, após reuniões entre os donos do Andrea Doria, que naquela época tinha sido rebaixado para a série B, porém estava numa situação financeira muito mais estável e agradável do que a Sampierdarenese, acabaram concordando em unir os dois clubes para formar a Sampdoria, onde faria o departamento do clube se fechar em 1946.
Em 2019, a Sampdoria faria uma camisa especial comemorativa para os 120 anos da Sampierdarenese.

## Títulos

### Competição nacional
- Campeonato Italiano Série B: 1

1933-1934 e 1940-1941
- Lega Pro Prima Divisione: 1

1931-1932

### Competição regional
- Prima Categoria: 1

Liguria 1921-1922

## Cores tradicionais
As cores do clube eram vermelho, preto e branco, cores também presentes no escudo da Sampdoria, pelo resultado da fusão feita para fundar o clube.
O mascote oficial do clube era um lobo.